# Song Duk-ho
Song Duk-ho (en hangul, 송덕호; nacido el 1 de mayo de 1993) es un actor surcoreano.

## Vida personal
Song Duk-ho nació en Estados Unidos y fue a vivir a Corea del Sur cuando tenía 8 años.
Song fue condenado el 17 de mayo de 2023 a dos años de libertad condicional y ochenta horas de servicio comunitario (la petición del fiscal había sido de un año de prisión) por tratar de evitar el servicio militar con certificados de enfermedad falsos comprados con quince millones de wones. El juez atenuó la pena debido a que el acusado había colaborado con la investigación y además no tenía otros antecedentes; el actor no apeló la sentencia. No fueron pocos los medios de información que destacaron la paradoja de que el actor había participado en la serie D.P., cuyos protagonistas se dedican precisamente a detener a desertores del ejército surcoreano.

## Carrera
Song está activo desde 2015 como actor de cine y en televisión desde 2019,  siempre con papeles secundarios. En este último medio sus trabajos más destacables han sido los más recientes: entre otros, el del conductor responsable de una muerte por atropello en Tribunal de menores, el oficial de policía Ji Won-tak, de turbio pasado, en Link: Eat, Love, Kill, y Seo Hae-ahn, de nuevo un policía, en May I Help You?, papel este último por el que llegó a ser candidato al premio como mejor actor revelación en los Premios MBC Drama.
En 2023, la mencionada condena por intento de fraude en el cumplimiento del servicio militar provocó que el actor tuviera que abandonar el rodaje de Delightfully Deceitful, tras haber completado el séptimo episodio. La productora Studio Dragon buscó un sustituto para Song, Yoo Hee-jae, con el que se volvieron a rodar las escenas ya realizadas por aquel. La carrera del actor, que de todos modos deberá cumplir el servicio militar, ha quedado parada desde entonces.

## Filmografía

### Cine
| Año  | Título                 | Hangul          | Papel                         | Notas                     | Ref.   |
| ---- | ---------------------- | --------------- | ----------------------------- | ------------------------- | ------ |
| 2015 | The Road To School     |                 | Suho                          |                           |        |
| 2018 | Burning                | 버닝            | Empleado del Centro Logístico |                           | [ 12 ] |
| 2018 | Sunset in My Hometown  | 변산            | Rapero                        |                           |        |
| 2018 | Happy Together         | 해피 투게더     | Peter / Pedro                 |                           | [ 13 ] |
| 2019 | Smoke                  |                 | Jung-hyun                     |                           |        |
| 2019 | Mae Mong               |                 | Cheol-woo                     |                           |        |
| 2019 | La frecuencia del amor | 유열의 음악앨범 | Vecino que se muda            |                           | [ 13 ] |
| 2020 | Secret Zoo             | 해치지않아      | Visitante del zoo 2           |                           | [ 14 ] |
| 2021 | Sprinter               | 스프린터        | Lee Jung-ho                   |                           | [ 15 ] |
| 2021 | ¿Qué fue del Sr. Cha?  | 차인표          | Jung-ho                       |                           | [ 10 ] |
| 2022 | Hunt                   | 헌트            | Estudiante 1                  |                           | [ 10 ] |
| 2022 | Re-Born                | Re-BORN(리-본)  |                               | Parte Superpoderes de hoy |        |
| 2022 | Fairy                  | 요정            | Primer cliente del día        | Aparición especial        |        |
| 2024 | Seire                  | 세이레          | Paciente con vía intravenosa  |                           |        |

### Series de televisión
| Año  | Título                                  | Papel                       | Canal   | Notas                | Ref.                 |
| ---- | --------------------------------------- | --------------------------- | ------- | -------------------- | -------------------- |
| 2019 | The Crowned Clown                       | Woo Jeong-rim               | tvN     |                      | [ 10 ]               |
| 2019 | Touch Your Heart                        | Deok-ho                     | tvN     |                      |                      |
| 2019 | Be Melodramatic                         | Amigo de Choo Jae-hoon      | jTBC    |                      |                      |
| 2019 | Doctor Prisoner                         | Médico residente de cirugía | KBS2    |                      | [ 10 ]               |
| 2019 | Hotel del Luna                          | Oh Tae-seok                 | tvN     |                      |                      |
| 2020 | Pasillos de hospital                    | Residente del KWMC          | tvN     |                      |                      |
| 2021 | Taxi Driver                             | Cho Jong-geun               | SBS     | Ep. 1-2, 13-14       | [ 16 ] [ 17 ]        |
| 2021 | D.P.                                    | Lee Jae-chang               | Netflix | Serie web - ep. 1    |                      |
| 2021 | The Penthouse                           | Ye Tae-sool                 | SBS     | 2.ª temporada        | [ 18 ]               |
| 2021 | Gwanjong                                | Kim Seong-pil               | tvN     | Drama Stage, temp. 4 | [ 19 ] [ 20 ]        |
| 2021 | When Flowers Bloom, I Think of the Moon | Jo Ji-soo                   | KBS2    | Ep. 1-4              | [ 21 ]               |
| 2022 | Tracer                                  | Lee Choong-ho               | MBC     | Ep. 4-5              | [ 22 ]               |
| 2022 | Tribunal de menores                     | Kwak Do-seok                | Netflix | Serie web - ep. 7-8  | [ 12 ] [ 6 ]         |
| 2022 | Link: Eat, Love, Kill                   | Ji Won-tak / Han Sejin      | tvN     |                      | [ 23 ] [ 8 ]         |
| 2022 | Cheer Up                                | Song Ho-min                 | SBS     |                      | [ 24 ] [ 25 ] [ 26 ] |
| 2022 | May I Help You?                         | Seo Hae-ahn                 | MBC     |                      | [ 7 ] [ 1 ] [ 27 ]   |
| 2022 | Missing: The Other Side                 | Jo Jung-sik                 | OCN     | 2.ª temporada        | [ 28 ]               |

### Vídeos musicales
| Año  | Título          | Hangul | Artista       | Duración | Ref.          |
| ---- | --------------- | ------ | ------------- | -------- | ------------- |
| 2021 | Viviendo juntos | 동거   | Sunwoo Jung-a | 3:28     | [ 29 ] [ 30 ] |

## Premios y nominaciones
| Año  | Premios   | Categoría              | Papel           | Resultado | Ref.  |
| ---- | --------- | ---------------------- | --------------- | --------- | ----- |
| 2022 | MBC Drama | Mejor actor revelación | May I Help You? | Nominado  | [ 9 ] |